# Castelo de Houssoy

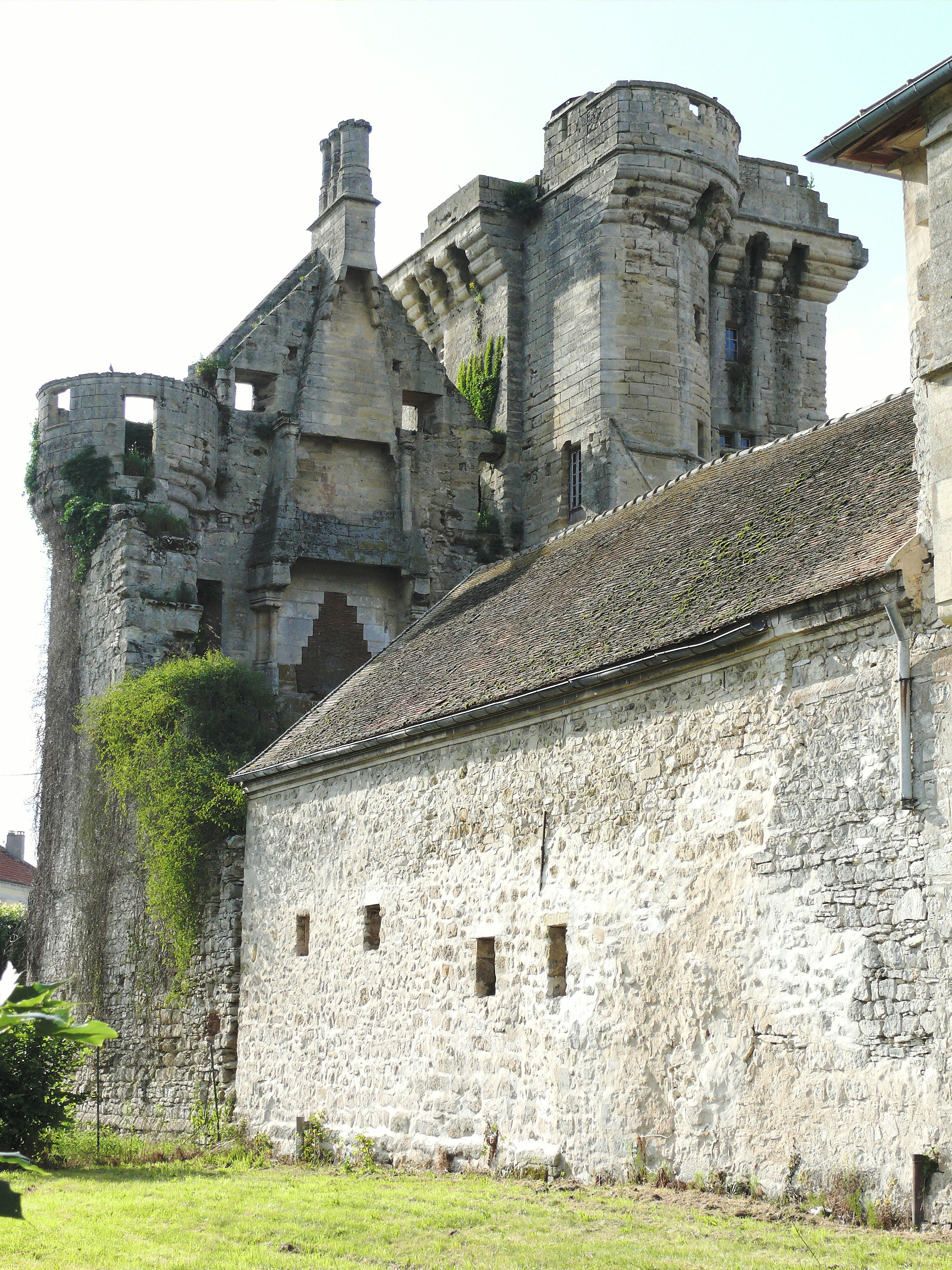
Fachada do Castelo Houssoy

O Château de Houssoy é um castelo dos séculos XIV e XV na comuna de Crouy-sur-Ourcq em Seine-et-Marne,  um departamento da França.
Está listado desde então duas vezes como um monumento histórico pelo Ministério da Cultura da França . Uma ala equipada com mata-cães, que se estende ao longo da Avenue de la Gare, foi listada em 1932. A torre de menagem e a parede da antiga casa, incluindo as suas chaminés, foram classificadas em 1962.